# Krzesełko kardiologiczne
Krzesełko kardiologiczne – rodzaj specjalnego krzesła służącego do transportu pacjentów. Zazwyczaj wykonane z lekkiego aluminium, wyposażone w 2 kółka transportowe, blokadę zabezpieczającą przed niekontrolowanym złożeniem w trakcie transportu oraz pasy zabezpieczające pacjenta na czas transportu.
Krzesełko kardiologiczne jest łatwe do przenoszenia przez dwie osoby. Krzesełko jest pomocne przy transportowaniu pacjenta po korytarzach i schodach na wąskich klatkach schodowych.